# Wulong (socken i Kina, Sichuan)
Wulong (kinesiska: 五龙乡, 五龙) är en socken i Kina. Den ligger i provinsen Sichuan, i den sydvästra delen av landet, omkring 130 kilometer väster om provinshuvudstaden Chengdu.
Genomsnittlig årsnederbörd är 1 256 millimeter. Den regnigaste månaden är juli, med i genomsnitt 275 mm nederbörd, och den torraste är januari, med 10 mm nederbörd.